# Verena Holmes
Verena Winifred Holmes (Ashford, Reino Unido, 23 de junio de 1889-20 de febrero de 1964) fue una ingeniera mecánica inglesa e inventora de campos múltiples, la primera mujer miembro elegida para la Institution of Mechanical Engineers (1924) y la Institution of Locomotive Engineers (1931) siendo firme partidaria de las mujeres en ingeniería. Fue una de las primeras miembros de la Women's Engineering Society y su presidenta en 1931. Ella fue la primera ingeniera en ejercicio en servir como presidenta de la sociedad.

## Biografía
Nació en Highworth, Ashford (Kent), hija de Florence Mary Holmes (de soltera Syme) (m. 1927) y Edmond Gore Alexander Holmes, inspector jefe de escuelas primarias de Inglaterra. Ella era la menor de tres hijos, su hermano Maurice Gerald Holmes (1885-1964) se convirtió en un destacado funcionario público británico.    Su hermana Flora o Florence Ruth Holmes, conocida como Ruth, (1881-1969) fue escritora.
Holmes se educó en Oxford High School for Girls y, después de dejar la escuela, trabajó brevemente como fotógrafa antes de que el estallido de la Primera Guerra Mundial le permitiera comenzar a trabajar en Integral Propeller Company, Hendon, en la fabricación de hélices de madera. Mientras trabajaba, Holmes asistió a clases nocturnas en el Instituto Técnico Shoreditch. Luego se mudó a Lincoln para trabajar para el fabricante de motores industriales Ruston and Hornsby, donde comenzó como supervisora de empleadas mujeres. Debido a la relajación de las condiciones de trabajo en tiempos de guerra, pudo completar un aprendizaje en la empresa y en 1919 estaba trabajando en la oficina de dibujo. A diferencia de la mayoría de sus contemporáneos, siguió trabajando en la empresa después del final de la guerra. De la misma manera que cuando estaba trabajando en Hendon, Holmes asistió a clases técnicas en una escuela técnica local.
En 1922, Holmes se graduó de Loughborough Engineering College con una licenciatura. Entre sus compañeros de estudios en Loughborough se encontraba la ingeniera y viajera internacional Claudia Parsons.

## Carrera profesional
Era especialista en motores marinos y locomotoras, motores diesel y de combustión interna. Se convirtió en miembro asociado de la Institución de Ingenieros Marinos en 1924 y fue la primera mujer en ser admitida en la Institución de Ingenieros de Locomotoras en 1931.
En 1925, Holmes fundó su propia empresa de consultoría. Holmes patentó una serie de invenciones, incluido el aparato de neumotórax Holmes y Wingfield para el tratamiento de pacientes con tuberculosis, un faro de cirujano, una válvula de asiento para locomotoras de vapor y válvulas rotativas para motores de combustión interna. Poseía patentes de doce inventos para dispositivos médicos, así como componentes de motores. De 1928 a 1931 trabajó en North British Locomotive Works, Glasgow, y de 1931 a 1939 en Research Engineers Ltd.
Durante la Segunda Guerra Mundial, Holmes trabajó en armamento naval y en 1940 se convirtió en asesora de Ernest Bevin, el ministro de Trabajo, en la formación de trabajadores de municiones. Fue nombrada oficial técnica de la sede del Ministerio de Trabajo (1940-1944).

## Apoyo a la mujer en la ingeniería
Junto con Caroline Haslett y Claudia Parsons, Holmes participó activamente en la Women's Engineering Society (WES), fundada en 1919. Trabajó con la organización desempeñando varios cargos, incluida la presidencia en 1930 y 1931 y estuvo involucrada en las complejas discusiones sobre la dirección de viaje de la organización que llevaron a la renuncia de la segunda presidenta Katharine Parsons en 1925. Fue delegada en la primera Conferencia Internacional de Mujeres en la Ciencia, la Industria y el Comercio en julio de 1925. En 1927 participó en un debate sobre La importancia relativa de la ingeniería comercial y técnica en las condiciones actuales, debatiendo el aspecto técnico, contra su compañera miembro de WES, Elizabeth M. Kennedy, que apoyaba el punto de vista comercial.
Su trabajo de apoyo a las mujeres en la ingeniería se basó en parte en sus propias experiencias; aunque había sido admitida en la Institución de Ingenieros Mecánicos como miembro asociado en 1924, tardó veinte años en ser admitida como miembro de pleno derecho. En 1946, Holmes fundó la empresa de ingeniería Holmes and Leather en Gillingham, Kent, con Sheila Leather miembro de WES y futura presidenta (1950-1951). Empleaban solo mujeres. Utilizando un diseño creado por Holmes, esta firma creó la primera guillotina para papel, lo que lo hace adecuado para su introducción en las escuelas. En 1951, mientras era directora general de Holmes and Leather, Holmes asumió un cargo adicional a tiempo parcial como Directora Técnico da Calnorth Ltd., Ingenieros, de Marlborough St, Londres.
En 1955, la Women's Engineering Society publicó un folleto compilado por Holmes, Training and Opportunities for Women in Engineering , que fue revisado por Holmes y Lesley S. Souter en 1958. Fue fundamental en la creación del Registro de Servicios Técnicos para Mujeres durante la Segunda Guerra Mundial, que incluía un curso de capacitación para trabajadoras de municiones para que pudieran postularse para puestos como delineantes subalternos y asistentes de laboratorio.

## Reconocimientos
Desde 1969, la Women's Engineering Society apoyó una conferencia anual de Verena Holmes, impartida en varios lugares de Gran Bretaña a niños de nueve a once años para fomentar el interés en la ingeniería. En 1972, Cicely Thompson realizó una gira por Gran Bretaña dando conferencias. La serie de conferencias duró muchos años hasta que el fondo de conferencias se liquidó en 2009. El Instituto de Ingenieros Mecánicos tiene un premio Verena Winifred Holmes otorgado por primera vez en 2015.
El cumpleaños de Verena Holmes el 23 de junio coincide con el Día Internacional de la Mujer en la Ingeniería y se la conmemora como parte de esa celebración.
El 8 de marzo de 2021, Canterbury Christ Church University, en Canterbury, Reino Unido, inauguró oficialmente el Verena Holmes Building, un edificio STEM de 65 millones de libras esterlinas nombrado en su honor, coincidiendo con el Día Internacional de la Mujer.